# 1681 na música

## Nascimentos
| Data           | Nome                   | Profissão                                                      | Nacionalidade | Observações | Ref |
| -------------- | ---------------------- | -------------------------------------------------------------- | ------------- | ----------- | --- |
| 14 de Março    | Georg Philipp Telemann | compositor e músico                                            | Alemanha      | m. 1767     |     |
| 28 de Setembro | Johann Mattheson       | compositor, escritor, lexicógrafo, diplomata e teórico musical | Alemanha      | m. 1764     |     |

## Mortes
| Data | Nome | Profissão | Nacionalidade | Observações | Ref |
| ---- | ---- | --------- | ------------- | ----------- | --- |